# 大阪学院大学ブルーフェニックス
大阪学院大学ブルーフェニックス（おおさかがくいんだいがくブルーフェニックス 英 : Osaka Gakuin University Blue Phoenix）は、大阪学院大学体育会所属のアメリカンフットボールチームである。1970年創部。関西学生アメリカンフットボール連盟加盟。
なお総監督の高野元秀はNHK、コーチの辻治人はGAORAでNFL中継の解説を担当している。

## 概要
- 練習場 - 大阪学院大学第2グラウンド

## チーム名
大阪学院のスクールカラーである「ブルー」と、大学の象徴である「フェニックス」から。2001年に「CRUSADERS(クルセイダーズ)」から変更した。

## 主な戦跡
- 2003年度 関西学生Division.II A Block 優勝
入替戦(大阪学院大0－42神戸大)
- 2006年度 関西学生Division.II B Block 2位
- 2007年度 関西学生Division.II A Block 2位
- 2008年度 関西学生Division.II B Block 3位

## 定期戦
VS名城大学(2002年～)